# Laura Esquivel
Laura Esquivel Valdés (Mexikóváros, 1950. szeptember 30. –) mexikói író.
Híressé a Szeress Mexikóban (Como agua para chocolate; 1989) című regénye tette, amelyet 33 nyelvre lefordítottak, film is készült belőle, amelyet 1992-ben az írónő férje, Alfonso Arau forgatott Mexikóban.
Laura Esquivel eredetileg tanárnő volt, így könnyen érthető, miért alapított színháziskolát, ahol lehetőség van megtanulni, hogyan készülnek gyermekszíndarabok és mi is az a gyermekirodalom. Az iskola neve Centro de Invención Permanente (A folyamatos feltalálás központja). Mielőtt regényírásba kezdett, tévézett és rádióval is foglalkozott
Legújabb regénye a Malinche, Mexikó egyik legvitatottabb személyiségének életéről szól. A maja származású Malinche Hernán Cortés spanyol konkvisztádor tolmácsa és egyben szeretője volt, és Cortés az ő segítségével tudta magát megértetni ellenségeivel, az aztékokkal.

## Művei
- Como agua para chocolate
- La ley del Amor
- Íntimas suculencias
- Tan veloz como el deseo
- Malinche

## Magyarul
- Szeress Mexikóban (Como agua para chocolate); ford. Dobos Éva; Pesti Szalon, Bp., 1993